# Полецкое озеро
Полецкое (Палецкое, Полегское) озеро в Одинцовском городском округе Московской области находится вблизи деревень Наро-Осаново, Крутицы и Полушкино. Площадь водоёма — 0,6 км². Высота над уровнем моря — 172,6 м.
Из озера Полецкого вытекает река Нара.
Озеро относится к Окскому бассейновому округу. Речным подбассейном являются бассейны притоков Оки до впадения реки Мокши Код водного объекта — 09010100711110000006035.